# NGC 7764
NGC 7764 (również PGC 72597) – magellaniczna galaktyka spiralna z poprzeczką (SBm), znajdująca się w gwiazdozbiorze Feniksa. Odkrył ją John Herschel 4 października 1836 roku.